# فرانسیسکو خوسه پاچکو
فرانسیسکو خوسه پاچکو (اسپانیایی: Francisco José Pacheco‎؛ زادهٔ ۲۷ مارس ۱۹۸۲) دوچرخه‌سوار اهل اسپانیا است.